# Grand ópera

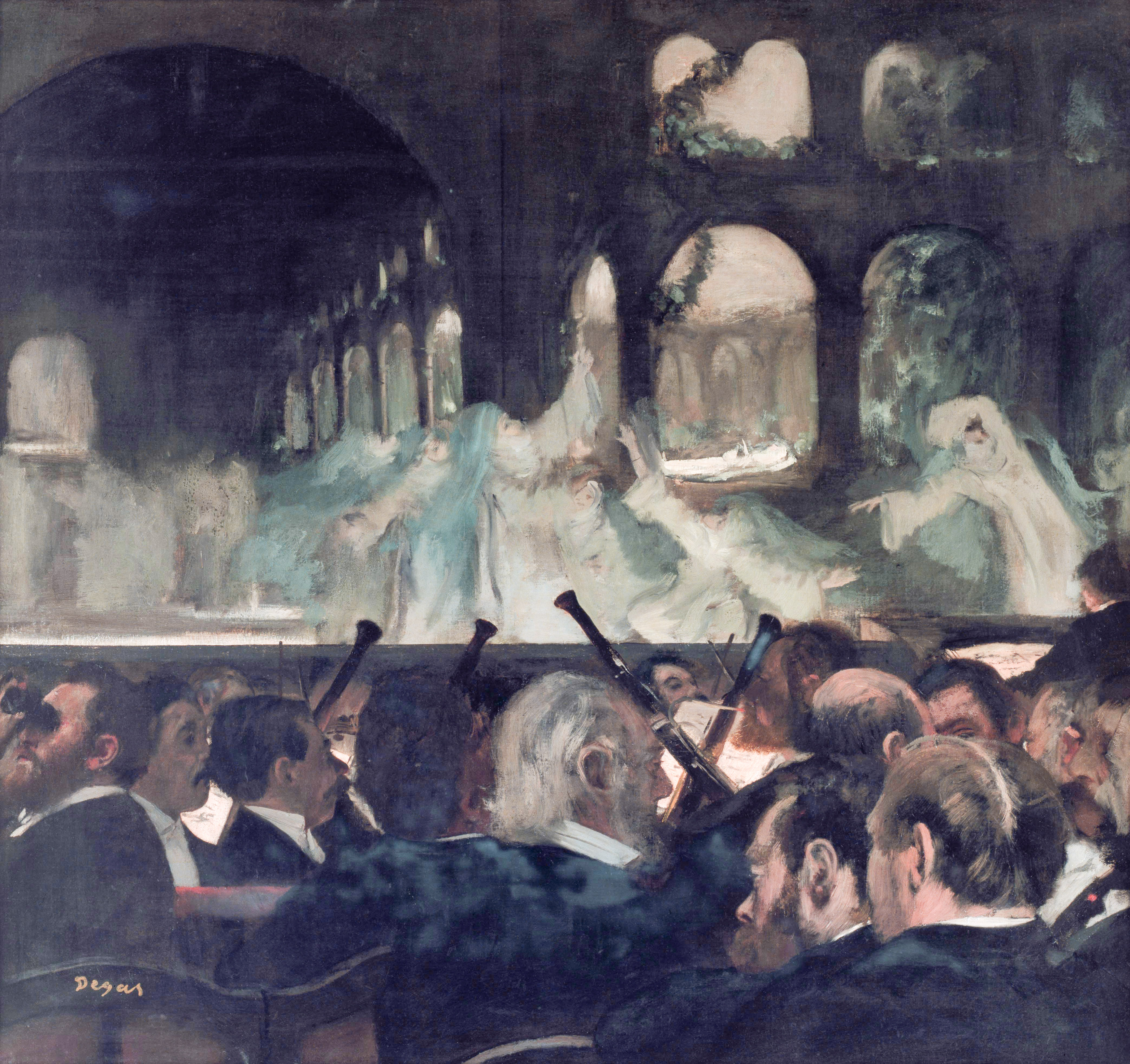
Degas (1876): Quadro sobre Robert le diable de Giacomo Meyerbeer

Grand opéra (em português, "grande ópera") é um gênero de ópera do século XIX, geralmente de quatro ou cinco atos, caracterizado pelos grandes elencos e orquestras e (em suas produções originais) por luxuosos e espetaculares cenários e efeitos especiais. Normalmente, inspirava=se em acontecimentos históricos dramáticos. O termo é particularmente aplicado a certas produções da Ópera de Paris do fim da década de 1820 até 1850. Às vezes também é usado para designar os últimos trabalhos de proporções monumentais da França, Alemanha, Itália ou de outros países europeus ou mesmo obras contemporâneas com essas características.

## Origens
Paris, na virada para o século XIX, atraiu muitos compositores, tanto da França como do exterior e especialmente compositores de ópera. Inúmeros trabalhos italianos desse período, inclusive de Luigi Cherubini, demonstram que o uso do recitativo era adequado para os dramas poderosos que estavam sendo escritos. Outros, como Gaspare Spontini, escreveram trabalhos para glorificar Napoleão Bonaparte. Essas óperas para o Imperador eram compostas em grande escala. 
Outros fatores que conduziram os parisienses à supremacia no espetáculo operístico foi a habilidade da Ópera de Paris em produzir grandes trabalhos, recrutando pintores, designers e técnicos, e por ter uma longa tradição ligada ao balé francês. A primeira performance teatral iluminada por gás, por exemplo, foi Aladino na Ópera de Paris, em 1823.
Inúmeras óperas de Gaspare Spontini, Luigi Cherubini e Gioachino Rossini podem ser consideradas como precursoras da grande ópera francesa. Essas incluem: La vestale (1807) e Fernand Cortez (1809, revisada em 1817), de Spontini; Les Abencérages, de Cherubini (1813), e Le siège de Corinthe (1827) e Moïse et Pharaon (1828), de Rossini. Todas essas óperas tiveram características de tamanho e espetáculo que são normalmente associadas as grandes óperas francesas. Outra obra precursora importante foi Il crocciato in Egitto de Giacomo Meyerbeer, que afinal tornou-se a mais reconhecida do gênero grande ópera. Em Il crociato, que foi produzido por Rossini em Paris, em 1825, após o sucesso em Veneza, Florença e Londres, Meyerbeer conseguiu misturar o estilo italiano com um estilo orquestral derivado de sua formação alemã, introduzindo uma gama muito maior de efeitos musicais do que havia na tradicional ópera alemã. Além disso, Il crociato, com seu exótico cenário histórico, bandas tocando no palco, fantasias espetaculares e temas com choques culturais, antecipou muitas das características que iriam constituir o gênero grande ópera.

### Balé
Uma notável característica do gênero grand ópera, tal como se desenvolveu em Paris na década de 1830, era a presença de um luxuoso balé, no início do segundo ato. Isso era necessário não por razões estéticas, mas para satisfazer a demanda dos ricos e aristocráticos patrocinadores, muitos dos quais estavam mais interessados nas bailarinas do que na própria ópera e, além disso, queriam terminar de jantar antes de ir para o teatro. Na época, chegava-se ao teatro a qualquer momento, desde que ainda houvesse olhares suficientes no hall para honrar o recém-chegado. Os teatros eram então projetados menos para ouvir e ver do que para ver e ser visto. Foi preciso que Wagner mergulhasse a sala na escuridão para acabar com o espetáculo das vaidades e para que as pessoas, finalmente, passassem a se interessar pelo que acontecia no palco. Antes disso, os senhores do Jockey Club geralmente entravam somente para o balé do segundo ato (já que era inconcebível que uma ópera digna do nome não incluísse um balé no seu segundo ato), depois de um jantar interminável em algum restaurante de luxo, esperando a apetitosa sobremesa: os arabescos de uma sílfide agitada que, naquela mesma noite, ainda poderia bater entrechats na cama de alguns deles. 
O balé tornara-se, portanto, um importante elemento de prestígio social da Ópera.. Compositores que não seguissem a regra do balé no segundo ato poderiam sofrer consequências, como Richard Wagner, ao tentar encenar uma versão revista de Tannhäuser como  grand ópera (em Paris, 1861), quando a ópera teve de ser retirada de cartaz depois de apenas três apresentações - em parte porque o ballet estava no 1° ato.

## França

### As Primeiras Grandes Óperas (1828 - 1829)
A primeira ópera do catálogo das Grandes Óperas, com um consentimento comum, é La muette de Portici (1828) de Daniel François Auber. Essa história da revolução em Nápoles em 1647 (e termina com uma eupção do Vesúvio), encarna o sensacionalismo musical e cênico, que tornaram-se marca registrada da Grande Ópera. O libreto de La muette é de Eugène Scribe, uma força dominante no teatro francês, que se especializou em versões melodramáticas (muitas vezes envolvendo extremos da coincidência) de tópicos históricos, que foram adaptados para o gosto do público da época. Esse foi seu primeiro libreto da Ópera, Scribe foi escritor e esteve ligado a muitos dos libretos de maior sucesso da Grande Ópera.
Em 1829, La muette foi seguida pela ópera Guillaume Tell de Gioachino Rossini. O compositor reconheceu o potencial de novas tecnologias, grandes teatros e orquestras e instrumentos modernos e mostrou em seu trabalho que poderia usá-los, como fez nessa indiscutível Grande Ópera. Mas sua confortável posição financeira e a mudança no clima político após a Revolução de Julho, persuadiram-no a sair desse campo, e essa foi sua última composição pública.

### A Era de Ouro (1830 - 1850)
Após a Revolução de Julho, um nove regime determinou a privatização da Ópera de Paris, e o vencedor do contrato foi um homem de negócios que reconheceu que não sabia nada de música, Veron. No entanto, ele logo mostrou-se extremamente perspicaz em captar o gosto do público, investindo pesadamente na fórmula da Grande Ópera. Sua primeira produção foi um extenso trabalho, contratado de Meyerbeer, cuja estreia foi adiada por conta da Revolução. Foi uma sorte para ambos, Veron e Meyerbeer - como Hector Berlioz comentou: "Meyerbeer não tinha apenas a sorte de ser talentoso, mas o talento para ser sortudo". Sua nova ópera Robert le diable coadunou bem com os sentimentos liberais da década de 1830 na França. Além disso, sua potente mistura de melodrama, espetáculo, lubricidade (incluindo um balé de fantasmas de freiras devassas) e árias e coros dramáticos, caíram bem aos novos formadores de opinião, a opulenta burguesia. O sucesso de Robert foi tão espetacular quando sua produção.
Nos anos seguintes, Veron trouxe Gustave III de Daniel François Auber (1833, libretto de Scribe, posteriormente adaptado para Un ballo in maschera de Verdi) e La juive de Fromental Halévy (1835, libretto de Scribe) e pediu a próxima ópera a Giacomo Meyerbeer: Les Huguenots (1836, libretto de Scribe e Deschamps), cujo sucesso foi o mais duradouro de todas as óperas do século XIX.
Fazendo fortuna em sua direção na Ópera, Veron entregou sua concessão a Duponchel, que continuou a fórmula vencedora. Entre 1838 e 1850, a Ópera de Paris apresentou inúmeras obras de Grande Ópera, sendo as mais notáveis: La reine de Chypre (1841) e Charles VI (1843) de Fromental Halévy; La favorite e Les martyrs (1840) e Dom Sébastien (1843) de Gaetano Donizetti e Le prophète de Giacomo Meyerbeer (1849). Em 1847, a Ópera viu a première da primeira ópera de Giuseppe Verdi para Paris: Jérusalem, uma adaptação de I Lombardi alla prima crociata.

### 1850 - 1860
O desenvolvimento mais significante da Grande Ópera, após a década de 1850 foi feita pelas mãos de Giuseppe Verdi, cuja Les vêpres siciliennes (1855), provou ser mais amplamente aceita na Itália e outras casas de ópera de linguagem italiana, do que na França. O gosto pelo luxo e extravagância nos teatros franceses declinou após a revolução de 1848 e as novas produções de grande escala não eram mais viáveis, comercialmente. A popular Faust (1859) de Charles Gounod, começou como uma ópera cômica e não tornou-se uma grande ópera, até ser reescrita na década de 1860. Les Troyens de Hector Berlioz (composta entre 1856 e 1858, posteriormente revisada) não teve uma performance cheia até um século depois da morte do compositor.
Na década de 1860, o gosto pelo grande estilo voltou a cena. La reine de Saba de Charles Gounod, foi raramente encenada, entretanto, a grande ária para tenor, "Inspirez-moi, race divine", tornou-se conhecida com uma gravação do tenor Enrico Caruso. Giacomo Meyerbeer morreu em 2 de maio de 1864, sua L'Africaine foi apresentada pela primeira vez, postumamente, em 1865. Giuseppe Verdi retornou a Paris, com uma obra que muitos consideram a maior, da Grande Ópera Francesa, Don Carlos (1867). Ambroise Thomas contribuiu com Hamlet em 1868, e finalmente, no final da década, a revisão de Faust foi apresentada na Ópera de Paris.

### Últimas Grandes Óperas Francesas
Durante a década de 1870 e 1880, uma nova geração de compositores franceses continuaram a produzir trabalhos de larga escala, em tradição a Grande Ópera, mas muitas vezes rompeu o limite melodramático. A influência das óperas de Wagner começou a ser sentida. Jules Massenet teve pelo menos duas grandes obras em sua lista: Le roi de Lahore (Paris, 1877), tida como "a última grande ópera a ter um grande sucesso" e Le Cid (Paris, 1885). Outros trabalhos nessa categoria estão Polyeucte (Paris, 1878), de Charles Gounod e Henry VIII de Camille Saint-Saëns (Paris, 1883).

### Declínio da grande ópera francesa
Há três fatores distintos que resultaram no declínio da Grande Ópera:
- Poucas novas óperas nesse estilo foram compostas, fazendo a Grande Ópera menos popular
- O desaparecimento de obras do repertório para abrir caminho para novas modas (como o Verismo)
- O desprezo pelo formato, por parte dos partidários da ópera Wagneriana